# Jigen-ji

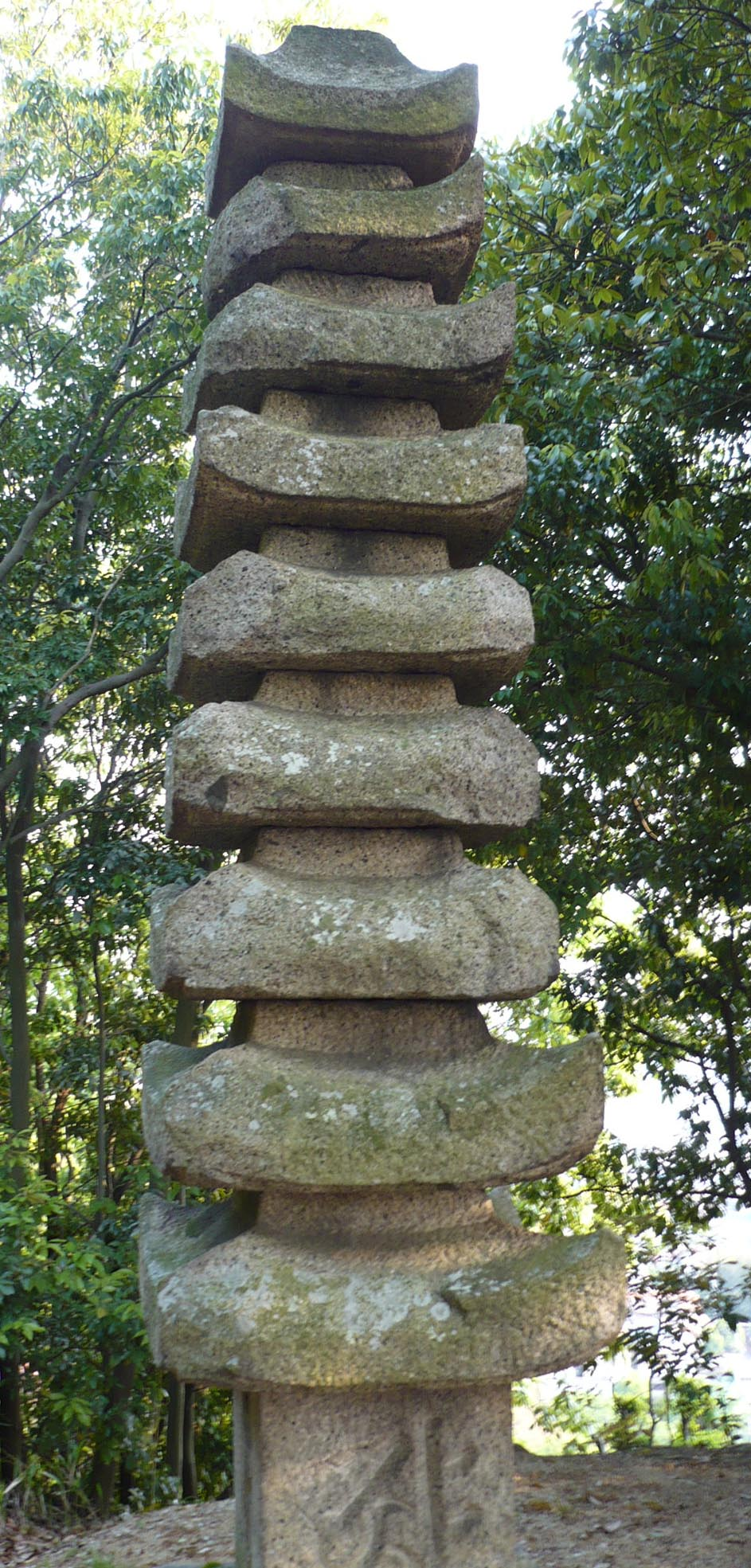
Tō à huit niveaux

Le Jigen-ji (慈眼寺), aussi connu sous le nom Nozaki Kannon (野崎観音), est un temple situé au pied du mont Iimori à Daitō, préfecture d'Osaka au Japon. Il est renommé pour la statue à onze visages de Kanzeon Bosatsu, ou Kannon, qui y est vénérée.

## Histoire
La statue de Kannon vénérée au Jigen-ji passe pour avoir été sculptée par le moine Gyōki (668-749). Selon la légende, le temple est entièrement incendié par les soldats des Miyoshi et de Matsunaga en 1565, et la statue de Kanzeon Bosatsu en réchappe miraculeusement. Le Jigen-ji est reconstruit en 1616 par le prêtre Seigan, et la pratique du pèlerinage au Nozaki Kannon devient populaire à partir des ères Genroku et Hōei (1688 à 1710).

## Postérité
Des services bouddhistes (法会, Hōe) sont organisés au printemps et à l'automne, et il est de coutume pour les croyants d'effectuer un pèlerinage (appelé « Nozaki Mairi (野崎参り) ») au Jigen-ji. La popularité de ce pèlerinage est rapportée par de nombreux documents, dont le Onnakoroshi Abura no Jigoku de Chikamatsu Monzaemon et le Shinpan Uta Zaimon de Chikamatsu Hanji. Il existe même une représentation rakugo (comédie japonaise traditionnelle) dont le titre est « Nozaki Mairi ». Le pèlerinage au Jigen-ji est immortalisé par la chanson « Nozaki-kouta » de Tarō Shōji, qui décrit l'histoire d'amour tragique entre la fille d'un marchand nommé Osome et un vendeur nommé Hisamatsu.
Dans les temps anciens, la région du Jigen-gi était accessible par voie d'eau et il était possible d'approcher le temple en bateau. Une croyance populaire voulait que gagner une joute verbale entre ceux qui visitaient en bateau, et ceux qui visitaient par voie terrestre, apportait au gagnant le bonheur pour toute l'année.
Encore aujourd’hui, du 1er au 10 mai de chaque année, les abords de la station Nozaki (Osaka) de la ligne Gakkentoshi du JR au Nozaki Kannon sont encombrés de stands de foire qui attirent plus de 200 000 pèlerins et visiteurs.

## Patrimoine
Une peinture de Shakyamuni Buddha en état de nirvana appelée « Shaka Nehan Zu » est conservée au Jigen-ji comme trésor, avec un monument en pierre sur lequel est gravé un poème de Matsuo Bashō.

## Référence
- (en) Cet article est partiellement ou en totalité issu de l’article de Wikipédia en anglais intitulé « Jigen-ji » (voir la liste des auteurs).